# Hospice des Enfants-Rouges
Hospice des Enfants-Rouges, även benämnt Hôpital des Enfants-Rouges, var ett sjukhus i Quartier des Enfants-Rouges i Paris tredje arrondissement. Sjukhuset, som grundades år 1536 av Margareta av Angoulême, hade till särskild uppgift att omhänderta hittebarn. Denna uppgift hade ditintills vilat på Hôtel-Dieu på Île de la Cité.
Sjukhuset var beläget i hörnet av Rue des Archives och Rue Portefoin. Sjukhuskapellet Saint-Julien-des-Enfants-Rouges är sedan år 1925 ett monument historique.
Benämningen Enfants-Rouges kommer av att hittebarnen bar kläder i rött (franska: rouge). Sjukhuset har givit namn åt Quartier des Enfants-Rouges.